# Argelia en los Juegos Paralímpicos de Barcelona 1992
Argelia estuvo representada en los Juegos Paralímpicos de Barcelona 1992 por ocho deportistas masculinos. El equipo paralímpico argelino no obtuvo ninguna medalla en estos Juegos.